# Pimpinella perrieri
Pimpinella perrieri là một loài thực vật có hoa trong họ Hoa tán. Loài này được Sales & Hedge miêu tả khoa học đầu tiên.